# Aughinish (County Clare)
Aughinish (Iers: Each Inis, Eiland van het Paard) is een eiland in aan de zuidzijde van de Baai van Galway, gelegen in County Clare. Het eiland is onderdeel van County Clare maar is over de weg alleen te bereiken via County Galway.
Het eiland was aanvankelijk gewoon met het vasteland van county Clare verbonden. De tsunami veroorzaakt door de aardbeving bij Lissabon in 1755 spoelde deze verbinding echter weg. Later hebben de Britten een dam gebouwd vanuit het townland Geehy North in County Galway. Hierdoor konden zij de bezetting van Aughinish Tower, een martellotoren, beter bevoorraden.
Het eiland is in westelijke richting ongeveer drie kilometer lang en anderhalve kilometer breed. Er wonen ongeveer 50 mensen.

## Naamgenoot
- Aughinish (County Limerick)

Ardnacrusha · Aughinish · Ballynacally · Ballyvaughan · Barefield · Bodyke · Bridgetown · Broadford · Bunratty · Carrigaholt · Carran · Clarecastle · Clonlara · Cloonanaha · Connolly · Cooraclare · Coore - Corofin · Cratloe · Cree (Creegh) · Cross · Crusheen · Doolin · Doonaha · Doonbeg · Ennis · Ennistymon · Fanore · Feakle · Hurlers Cross · Inagh · Kilbaha · Kildysart · Kilfenora · Kilkee · Kilkishen · Killaloe · Killimer · Kilmihil · Kilnamona · Kilrush · Kilshanny · Knock · Labasheeda · Lahinch · Liscannor · Lisdoonvarna · Lissycasey · Loop Head · Meelick · Milltown Malbay · Mountshannon · Mullagh · Newmarket-on-Fergus · Noughaval · O'Briensbridge · O'Callaghans Mills · Parteen · Quilty · Quin · Ruan · Scariff · Shannon · Sixmilebridge · Spancillhill · Spanish Point · Tuamgraney · Tulla · Whitegate

Regio's

Burren · Loop Head